# Scutelluinae
Scutelluinae ist eine Trilobiten-Unterfamilie der styginiden Trilobiten und wurde 1955 erstmals eingeführt. 

## Merkmale

Cranidium des Cephalons.
Or: Nackenring (Occipitalring)
SO: Nackenfurche (Occipitalfurche)
ll: Lateraler Nackenlobus
L1-L3: Laterale Nackenloben
fl: vorderer Glabellalobus
S1-S3: Laterale Gabellafurchen
lfg: Longitudiale Glabellafurche
er: Augenrippen
mn: Mittlerer Knoten in der Glabellafurche
ma: Ausstülpung des Nackenrings
fi: Erhöhung auf den Festwangen
fs: Dorsal gelegener Teil der Thoraxabstützung

Cephalon: Der Nackenring kann eine Erweiterungen (ma) in die Nackenfurche haben. Die erste Furche (S1) ist halbkreisförmig, leicht eingedellt oder hufeisenförmig.  In dieser Furche kann ein Knötchen (ma) sein. Die zweite Furche (S2) ist sehr kurz und nicht mit der Seite verbunden. Die dritte Furche (S3) ist länger und kann mit der Seite verbunden sein. Die Glabellafurchen (S1-S3) können mit longitudial gelegenen Furchen (lgf) untereinander verbunden sein. Auf der gegenüberliegenden Seite des ersten Lobus (L1) der Glabella befindet sich eine Erhebung (fi) auf den Festwangen. Die Oberfläche des Cephalons ist sehr glatt und kann konvex gebogen sein.
Thorax: Der Thorax besteht aus zehn Segmenten. Das erste Segment ist abgestützt und kleiner als die restlichen. Die furchenlosen Pleuren sind konkav gebogen und enden in einer nach hinten gebogenen Spitze.
Pygidium: Die Spindel auf dem Schwanzschild hat bei älteren Arten eine ringförmige Furche. Bei älteren Arten ist sie in drei Loben geteilt. Der Schwanzschild hat meistens sieben und selten sechs bis acht seitliche Rippenpaare und eine mittlere Rippe in der Verlängerung der Spindel, die unten geteilt sein kann. Bei zwei Gattungen enden die Rippen in Spitzen und bei einer Gattung (Paralejurus) sind die Rippen sehr schwach und verwachsen ausgebildet.

## Vorkommen
Die Tiere des Scutelluinae lebten vom Unterordovizium bis Oberdevon. Der letzte dokumentierte Trilobit dieser Unterfamilie lebte im Mittelfrasnium. Die letzten Trilobitenarten dieser Unterfamilie gehören alle zur Gattung Scutellum, die ca. 55 Millionen Jahre lang nachgewiesen werden kann.

## Gattungen (Auswahl)
- Scutellum Pusch, 1833
- Planiscutellum Richter und Richter, 1956
- Decoroscutellum Šnajdr, 1958
- Kosovopeltis Šnajdr, 1958
- Avascutellum Šnajdr, 1989
- Spiniscutellum Šnajdr, 1960
- Poroscutellum Šnajdr, 1958
- Bojoscutellum Šnajdr, 1958
- Paralejurus Hawle and Corda, 1847